# Chad Reed
Pour les articles homonymes, voir Reed.
Chad Mark Reed AM, né le 15 mars 1982 à Kurri Kurri, Australie, est un pilote australien de motocross et de supercross. Il est plusieurs fois champion AMA de supercross et de motocross.

## Enfance
Etant petit, Chad Reed possédait un cheval nommé Fern. Après que son cousin (Craig Anderson) ait commencé à faire de la moto, Chad a immédiatement découvert son amour pour les motos et a pris la décision d'échanger son cheval contre sa première moto - un Yamaha PW50. La famille a rapidement acheté une petite propriété située juste à l'extérieur de Kurri Kurri à NSW. La propriété de 25 hectares était envahie par une brousse épaisse et n'avait même pas encore d'électricité sur le terrain.
La surface du terrain a permis à Chad d'avoir plusieurs pistes pour s'entraîner. La famille de Chad l'a soutenu tout au long de ses premières années de compétition. Sans faute, week-end après week-end, son père (Mark), sa mère (Robyn) et son jeune frère (Troy), ont passé la majorité de leur temps à voyager en Australie pour que Chad puisse rivaliser avec le reste des jeunes pilotes du pays.
Perfectionnant ses compétences sur des 80 cm3, la carrière amateur de Chad a vraiment commencé à décoller en 1997 lorsqu'il a pris la première place du championnat australien junior.

## Carrière australienne

### 1998-2000
Reed a officiellement commencé sa carrière professionnelle en Australie en 1998. Il a émergé des rangs juniors australiens pour concourir dans la classe 250cc alors reine, en contournant le tremplin traditionnel des courses 125cc. Reed était immédiatement compétitif en motocross et en supercross, remportant le championnat australien de supercross 250cc en 1999 et 2000.

### 2007
Reed a revisité son domicile en Australie pour courir le Raymond Terrace, manche 4, de la série australienne de motocross. Il a battu Daniel Reardon avec une performance de 1-1, offrant à Reardon une notoriété internationale pour avoir retenu Reed pendant une partie importante des courses.

### 2008
En 2008, Reed était responsable du développement et du financement partiel des nouveaux championnats australiens de Supercross, surnommés Super-X. Il a également participé à la série et a dominé toutes les courses sauf une pour remporter le championnat australien de Supercross . Reed a remporté 6 des 7 courses.

### 2009
Chad Reed, à bord de son nouveau Monster Energy Kawasaki KX-450F, a remporté 4 des 7 manches de la série. Reed a remporté le championnat en battant Daniel Reardon par 23 points. Il s'agit du quatrième championnat australien de Supercross de Reed.

### 2010
Reed a couru le premier tour de la série Super X 2010 qui s'est tenue au Energy Australia Stadium de Newcastle sur une Honda sponsorisée par Vodafone. Reed a remporté l'épreuve en battant les Américains Josh Hansen et Justin Brayton qui ont respectivement terminé deuxième et troisième.

## Carrière internationale

### 2001
Reed s'est rendu en Europe en 2001 pour participer aux Championnats du monde FIM de motocross 250cc, roulant pour l'équipe Kawasaki d'usine de Jan DeGroot. Reed a été une révélation à bord de son KX250, remportant le Grand Prix de Lierop ( Pays-Bas ) et terminant finalement deuxième de l'année derrière le multi-champion du monde Mickaël Pichon. Il est le premier Australien à remporter une course mondiale de GP 250cc.[réf. nécessaire]

### 2002
Reed a déménagé aux États-Unis en 2002 et a fait un tour avec Yamaha of Troy. Reed a remporté toutes les courses de supercross sauf deux cette saison-là pour remporter le championnat 125cc East Coast Supercross.
Reed a remporté sa première et unique victoire nationale en 125cc à Mount Morris, en Pennsylvanie, et a terminé la saison troisième derrière James Stewart Jr. et Branden Jesseman. La toute première course SX de Reeds a eu lieu à San Diego en Californie

### 2003
Reed est passé à la classe 250cc en 2003 pour Factory Yamaha. Au cours de sa saison recrue de Supercross 250cc, Reed a terminé deuxième derrière son principal rival Ricky Carmichael, perdant le titre par seulement 7 points contre Carmichael malgré la victoire de 8 courses contre les 7 de Carmichael.
Reed a terminé sa première saison de motocross 250 cm3 loin derrière Carmichael et Kevin Windham.

### 2004
En 2004, Reed a remporté la série AMA 250cc Supercross 2004, aux prises avec Kevin Windham, Michael Byrne et Tim Ferry, Reed remportant 10 victoires pour la saison.
Reed a terminé 2e derrière Carmichael lors de la saison de motocross de cette année-là.

### 2005
2005 a marqué l'entrée très attendue de James Stewart dans la catégorie 250cc aux côtés de Reed et Carmichael. Chacun a remporté plusieurs victoires pour une saison passionnante, mais encore une fois, c'est Carmichael qui a remporté le championnat avec 7 victoires sur Reed en 2e avec 5 victoires et Stewart en 3e avec 3 victoires.

### 2006
En 2006, Reed était à nouveau très compétitif malgré une séparation d'épaule de niveau trois à la mi-saison, ce qui a entravé sa capacité à concourir à son plus haut niveau. À l'approche de la dernière épreuve de la saison, Reed et Carmichael étaient à égalité en tête des points, faisant de la saison 2006 le championnat AMA Supercross le plus proche de l'histoire. Reed a pris la troisième place cette nuit-là à la deuxième de Carmichael, perdant de peu le titre AMA Supercross 2006 contre Carmichael par seulement deux points. Reed a remporté 2 courses cette saison. Reed était 2e des championnats nationaux AMA jusqu'à ce qu'il doive se retirer des championnats nationaux après la manche de Millville, invoquant une blessure récurrente à l'épaule.

### 2007
Pour 2007, Reed a annoncé son intention de quitter l'équipe d'usine Yamaha pour former sa propre équipe privée, similaire à Jeremy McGrath dans le passé. Obtenir le soutien de Yamaha, The San Manuel Band of Mission Indians, Thor et Nike, a même fait appel à l'ancien chef d'équipe de McGrath, Larry Brooks, pour diriger le nouvel effort, surnommé L&amp;M Racing . Reed a remporté 1 victoire pour la saison et a terminé 2e dans la course au titre contre James Stewart, Jr.

### 2008
En 2008, Reed a remporté 9 des 14 courses de la saison AMA Supercross pour devancer Kevin Windham et remporter le titre AMA Supercross pour la deuxième fois. Ce fut une saison pleine de grandes batailles avec Reed affrontant Davi Millsaps, Kevin Windham et Josh Hill pour des victoires en course, avec Reed, à la fin, remportant le championnat par 13 points sur Kevin Windham.

### 2009
Reed a rejoint l'équipe Rockstar Makita Suzuki pour la saison 2009. Reed s'est battu durement avec son rival James Stewart, Jr. lors du championnat de supercross AMA 2009, la paire venant aux mains à plus d'une occasion. Il a perdu de justesse le titre contre Stewart de 4 points. Reed a remporté 3 courses cette saison.
Reed a choisi de courir la saison de motocross 2009 après une interruption de 2 ans. Il a remporté le championnat AMA Motocross à la dixième manche, sur la série de 12 manches. Il a également remporté le championnat Monster Energy Triple Crown pendant la saison de motocross. Il a remporté 5 des 12 courses de cette saison.

### 2010
Pour la saison 2010, Reed a rejoint son nouveau coéquipier Ryan Villopoto sur le KX-450F pour l'équipe Monster Energy Kawasaki Racing. Reed n'a pas réussi à terminer lors de la finale du premier tour en raison d'une collision avec le repose-pied d'un autre coureur, cassant les rayons de sa roue avant. Au cours du deuxième tour, il est entré en collision avec James Stewart, Jr. en finale, se cassant la main, entraînant un autre DNF. Reed est revenu à la 13e manche de la série de supercross, et malgré un mauvais départ, Reed a terminé quatrième. Chad Reed s'est retiré de la compétition en déclarant qu'il avait le virus d'Epstein-Barr. Dans une lettre ouverte publiée sur son site Web, Reed admet que devenir un nouveau père et aussi la mort de son ami personnel proche Andrew McFarlane peuvent être des raisons pour lesquelles les gens se tournent vers ses mauvaises performances.

### 2011
Après avoir couru et remporté la première manche du Super X à Newcastle, en Australie, en octobre, Reed est retourné aux États-Unis pour tester diverses motos et équipes à la recherche d'une structure d'équipe appropriée pour 2011. Reed a adopté les médias sociaux en utilisant Twitter  pour publier des indices sur la marque probable de vélo et de vêtements qu'il utiliserait dans la série AMA Supercross 2011. À défaut de négociations avec des équipes établies, Reed a décidé de créer sa propre équipe, TwoTwo Motorsports, à bord d'une Honda CRF450R, avec le soutien de Honda, Bel-Ray, Shift et de nombreux autres sponsors. La saison 2011 avait été une bataille à 5 entre Reed, Ryan Villopoto, James Stewart, Jr., Ryan Dungey et Trey Canard . Il s'agissait de la course finale à Las Vegas entre Ryan Villopoto, Reed et Ryan Dungey. Reed a remporté la course de Las Vegas mais a perdu le championnat par 4 points face à Ryan Villopoto. Reed a reçu le "2011 Rock Hard - Ride Hard Bret Michaels Supercross Award". à Vegas pour son excellent travail en créant une nouvelle équipe et en terminant toujours 2e du championnat.

### 2012
Alors qu'il participait à la septième manche de la série AMA Supercross 2012 à Dallas au Texas et participait à une bataille épique avec Ryan Villopoto, Reed s'est écrasé et a subi de nombreuses blessures, dont son genou gauche. La plus grave des blessures a nécessité une intervention chirurgicale pour une rupture du LCA. Par conséquent, Reed a été contraint d'abandonner la course au titre 2012 alors qu'il occupait la deuxième place au classement général des points du championnat.

### 2013
Après une longue pause, Reed est revenu à la course avec sa nouvelle moto et un nouveau sponsor, Discount Tire, mais il a conservé sa Honda TwoTwo Motorsports. Tout en se battant avec Ryan Villopoto, Davi Millsaps, Ryan Dungey, Trey Canard et Justin Barcia, Reed a eu du mal à rouler fort et à passer pour la tête. Le 23 mars 2013, après la course de Toronto, Canada Reed a annoncé qu'il avait subi une opération au genou mardi et avait raté une manche de compétition à Houston, au Texas. Il est toutefois revenu à Minneapolis pour participer au Main Event de Seattle. Reed s'est écrasé dans le premier virage, où il a peaufiné son bras droit. Il est revenu à Salt Lake City, mais a eu des problèmes avec son moteur, le mettant dans le LCQ. Lors du Main Event à Salt Lake City, il a été doublé par les leaders Ryan Villopoto, Davi Millsaps et Ryan Dungey au tour 16, et a terminé à la 10e place.

### 2014
Après une saison 2013 décevante, terminant deux fois sur le podium, l'un à Anaheim 2 et l'autre à St. Louis, Reed est revenu à la course. Il a changé de marque de Honda à Kawasaki, mais il a continué à rouler pour sa propre équipe TwoTwo Motorsports et pour Discount Tire. Tout au long de la saison, Reed a continué à lutter et à rouler sur un nouveau vélo. Il a terminé 3e de l'ouverture de la saison à Anaheim. Il s'est relevé devant Ken Roczen pour la 2e place, puis James Stewart, Jr. pour la tête, et a remporté le 3e tour à Anaheim 2, et s'est relevé en menant les 20 tours et a remporté le 5e tour à Anaheim 3. Lors de la compétition au Round 6 au Qualcomm Stadium de San Diego, Reed s'est écrasé durement dans les whoops lors du dernier tour après avoir coupé la roue arrière de Ken Roczen alors qu'il tentait de prendre la 3e place, puis s'est blessé à l'épaule. Il a essayé de courir à Arlington, au Texas, lors des essais de qualification et son épaule s'aggrave en raison d'une fracture de la clavicule. Par conséquent, Reed a été contraint d'abandonner le reste des 10 manches de la série AMA Supercross 2014 alors qu'il occupait la deuxième place au classement général des points du championnat. Dans la série Lucas Oil MX, il a terminé environ 10e au classement général dans les points et a remporté 2 trous.

### 2015
En 2015, Chad Reed verrait l'une de ses saisons professionnelles les plus décevantes avec une victoire dans le championnat de Supercross et 2 podiums. Il se retirerait du championnat AMA Motocross au milieu de la saison pour des raisons de parrainage en compétition de motocross. Il annoncera plus tard le repli de son équipe TwoTwo Motorsports fondée en 2011. Reed annoncera plus tard qu'il pilotera une Yamaha pour la suite de la saison 15' et pour la Monster Energy Cup 2015.

### 2016
En 2016, Reed a participé au championnat AMA Monster Energy Supercross 2016 avec Factory Yamaha. Ses sponsors incluent Yamaha Motor Corporation, Monster Energy, Yamalube, Chaparral Motorsports, Yamaha Financial Services, Oakley Motorsports et Pro Circuit.

### 2018
Chad Reed a obtenu le record du monde du plus grand nombre de départs de l'événement principal Monster Energy Supercross en carrière. 

### 2019
Le 2 février, il a terminé parmi les cinq premiers (5e place) au Supercross AMA Monster Energy à San Diego, en Californie. Le 23 février, Reed a terminé sur le podium en 3e du AMA Monster Energy Supercross à Detroit, MI, portant à 132 son record du plus grand nombre de podiums AMA Supercross de tous les temps. Le 23 mars, il s'est écrasé au début de l'événement principal lors de l'événement de supercross de Seattle, WA. Il a subi de multiples blessures, dont une omoplate cassée, 8 fractures de côtes et un poumon effondré mettant fin à sa saison de supercross 2019.

### 2020
L'année précédente, Reed avait annoncé que 2020 serait sa dernière saison. Au milieu de l'année après la pause causée par COVID 19, Reed est passé de Honda à KTM. Son meilleur résultat en 2020 était un 10e lors de la finale.

## Records
Il est le détenteur du record du plus grand nombre de départs dans l'histoire de l'AMA Supercross, avec 265 départs jusqu'au 21 juin 2020, avec une carrière de près de 20 ans.
Il s'est avéré être le coureur de supercross et motocross le plus constant de la décennie 2000-2009.
Il est le pilote de motocross et supercross le plus titré d'Australie.

## Palmarès
- Champion d'Australie de motocross junior 1997
- Champion d'Australie de Supercross 1999
- Champion d'Australie de Supercross 2000
- Champion AMA supercross 250 côte est en 2002
- Champion du Monde FIM GP Supercross 2003
- Champion AMA supercross 450 en 2004
- 2005 X-Games Supermotard - Médaille de bronze
- Champion du Supercross King of Bercy 2007
- Champion AMA supercross 450 en 2008
- Champion d'Australie de Supercross 2008
- Champion de motocross Monster Energy Triple Crown 2009
- Champion AMA motocross 450 en 2009
- Champion d'Australie de Supercross 2009
- Champion de l'Open AUS-X 2016
- Champion de l'Open AUS-X 2018

## Honneurs
Le 13 juin 2011, Reed a été nommé membre de l'Ordre d'Australie pour ses services rendue au rayonnement du sport automobile australien en tant que pilote professionnel de motocross au niveau international.